# Rue Jean-Goujon
Rue Jean-Goujon (ulice Jeana Goujona) je ulice v Paříži. Nachází se v 8. obvodu.

## Poloha
Ulice vede od křižovatky s Avenue Franklin-D.-Roosevelt a končí na Place de la Reine-Astrid u křižovatky s Avenue Montaigne. Původně začínala na náměstí Place Georges-Clemenceau, ale v roce 1908 byl od ní oddělen úsek od náměstí k dnešní Avenue Franklin-D.-Roosevelt a roku 1934 přejmenován na Avenue de Selves.

## Historie
Ulice byla založena v roce 1823. Je pojmenována podle francouzského renesančního sochaře Jeana Goujona (1520-1572). Výstavba v ulici byla zahájena až kolem roku 1825. Od května 1830 do října 1832 zde žil Victor Hugo (na místě dnešního domu č. 9). Napsal zde svůj román Chrám Matky Boží v Paříži a 28. července 1830 se mu narodila dcera Adèle. V roce 1832 se rodina odstěhovala na Place des Vosges č. 6.

## Významné stavby
- Dům č. 6: obytný dům ve stylu art deco postavený roku 1930. V tomto domě si ministr financí Hervé Gaymard pronajal služební byt o rozloze 600 m2 na státní útraty za 14 400 euro měsíčně. Po uveřejnění této skutečnosti v novinách v únoru 2005 podal ministr demisi.
- Dům č. 8: palác Hôtel d'Essling postavený roku 1866 pro Anne Debelle (1802-1887), princeznu d'Essling. Od roku 1919 jej vlastní École Centrale Paris. V roce 1921 zde byl zřízen slavnostní sál a restaurace ve stylu art deco. V restauraci Jean-Paul Sartre 29. října 1945 přednesl svůj esej Existencialismus je humanismus.
- Dům č. 10: nachází se zde fotografické Studio Harcourt.
- Dům č. 11bis: sídlo organizací PROCIREP (Société civile pour la perception et la répartition des droits de représentation publique des films cinématographiques) a ANGOA (Association de gestion internationale collective des œuvres audiovisuelles), které se zabývají ochranou autorských práv audiovizuálních děl.
- Dům č. 12: luxusní hotel San Régis, ve kterém se často ubytovávají filmové hvězdy jako Lauren Bacallová, Gene Kelly, Romy Schneider, Jacqueline Bisset, Candice Bergen, Louis Malle aj.
- Dům č. 15-17: původně se zde nacházel společenský salón Bazar de la Charité, který vyhořel 4. května 1897 a zahynulo při něm 135 osob, mezi nimi i členové vysoké aristokracie, např. Sofie Bavorská, sestra Alžběty Bavorské. Na místě byla postavena katedrála Saint-Jean-Baptiste.
- Dům č. 23: kaple Notre-Dame-de-Consolation postavená roku 1903 ve stylu Ludvíka XVI. na paměť obětí z Bazaru de la Charité.
- Dům č. 29: palác Hôtel de Saux. Dnes sídlo Polského institutu v Paříži.
- Dům č. 33: do roku sídlo Institut français de la mode, který se v roce 2008 přestěhoval na Quai d'Austerlitz.